# 半對數圖

對數-線性的半對數圖，y軸是對數尺度，x軸是線性尺度。點線是：y = 10^{x} （紅色）, y = x （綠色）, y = log(x) （藍色）

線性-對數的半對數圖，y軸是線性尺度，x軸是對數尺度。點線是：y = 10^{x} （紅色）, y = x （綠色）, y = log(x) （藍色）

半對數圖是科学及工程学中常用的圖表，其中一軸是對數尺度，另一軸是線性尺度，常用在表示指數增長的關係上，或是其中一個變數的範圍很廣的情形。
所有{\displaystyle y=\lambda a^{\gamma x}}形式的函數在半對數圖中都會變成直線，將等號兩側取對數，可得
{\displaystyle \log _{a}y=\gamma x+\log _{a}\lambda .}
為一直線，斜率為{\displaystyle \gamma }，和y軸的截距為{\displaystyle \log _{a}\lambda }。log多半是以10為基底，偶爾會以2為基底
{\displaystyle \log(y)=(\gamma \log(a))x+\log(\lambda ).}
log-linear圖的y軸為log尺度，x軸為線性，而linear-log恰好相反。
在y軸為log尺度的半對數圖中，y軸的座標和y的log有關。因此可以先將y的數值取log後再繪圖。若x軸及y軸都要取log，即為双对数坐标系。

## 方程式
在線性-對數圖中，x軸以對數尺度表示（基底為n），其方程為
{\displaystyle F(x)=m\log _{n}(x)+b.\,}
在對數-對數圖中，y軸以對數尺度表示（基底為n），其方程為
{\displaystyle \log _{n}(F(x))=mx+b}
{\displaystyle F(x)=n^{mx+b}=(n^{mx})(n^{b}).}

## 實際的例子

### 水的相圖
在物理学及化學中，會用相图來表示物質在不同壓強及溫度下的相以及變化，其中的壓強會以對數尺度表示，以下是水的相圖。

水的相图，壓強以對數尺度表示。其中的罗马数字表示不同相態的冰

### 2009H1N1流感的傳播
對數多半是以10為基底，不過以下的例子是例外：

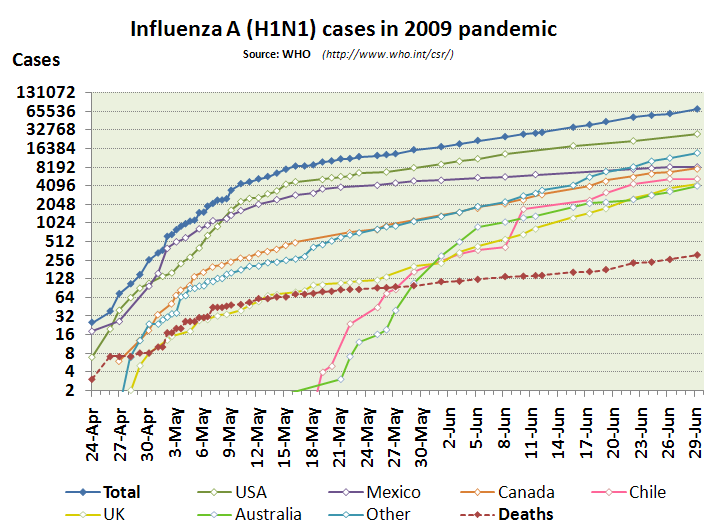
半對數的圖，說明2009年H1N1流感大流行的案例及死亡人數。其時間軸為線性的，但案例及死亡人數是對數尺度，以2為基底

### 微生物成長
在生物学及生物工程学中，微生物因為无性生殖及營養耗盡的數量變化一般會用半對數圖表示，時間為線性尺度，數量則以對數尺度表示。以下的圖可以看到四個不同的階段。

微生物成長曲線

## 外部連結
- Non-Newtonian calculus website（页面存档备份，存于）